# Happy Accidents
Happy Accidents es una película del año 2000 protagonizada por Marisa Tomei y Vincent D'Onofrio. El guion, la dirección y el montaje corrió a cargo de Brad Anderson. La película gira en torno a Ruby, una neoyorquina con un amplio antecedente de relaciones fallidas, y Sam, un hombre que asegura ser del año 2470. Casi toda la película fue rodada en Brooklyn, Nueva York.

## Reparto y personajes
- Marisa Tomei como Ruby Weaver.
- Vincent D'Onofrio como Sam Deed.
- Nadia Dajani como Gretchen.
- Holland Taylor como Maggie Ann "Meg" Ford.
- Sean Gullette como Mark.
- Bronson Dudley como Victor.
- José Zúñiga como Jose.
- Sanjay Chandani como Sunil.
- Cara Buono como Bette.
- Richard Portnow como Trip.
- Anthony Michael Hall como Anthony Michael Hall.
- Michael Buscemi como Peatón.

## Recepción
Happy Accidents fue estrenada en el Festival de cine de Sundance el 25 de enero de 2000. Luego tuvo un estreno limitado en agosto de 2001 con dos proyecciones en Nueva York, donde recaudó más de 14 mil dólares en su primer fin de semana antes de ser estrenada en todo EE. UU., donde recaudaría un total de 688.523 dólares.
En su crítica a la película, Roger Ebert la describió esencialmente como una «mezcla entre tontería y ciencia ficción», dándole tres estrellas sobre cuatro. El compañero de Ebert en Ebert & Roaper, Richard Roeper, disfrutó de la película aún más y la colocó en el puesto número 8 de sus diez películas del año favoritas.
En RottenTomatoes.com, Happy Accidents tiene un 72% de reseñas favorables.